# Canto do Buriti (kommun)
Canto do Buriti är en kommun i Brasilien.   Den ligger i delstaten Piauí, i den östra delen av landet, 1 000 km nordost om huvudstaden Brasília. Antalet invånare är 20 035.
Följande samhällen finns i Canto do Buriti:
- Canto do Buriti

Omgivningarna runt Canto do Buriti är huvudsakligen savann. Trakten runt Canto do Buriti är nära nog obefolkad, med mindre än två invånare per kvadratkilometer.